# Gabriella Torres-Ferrer

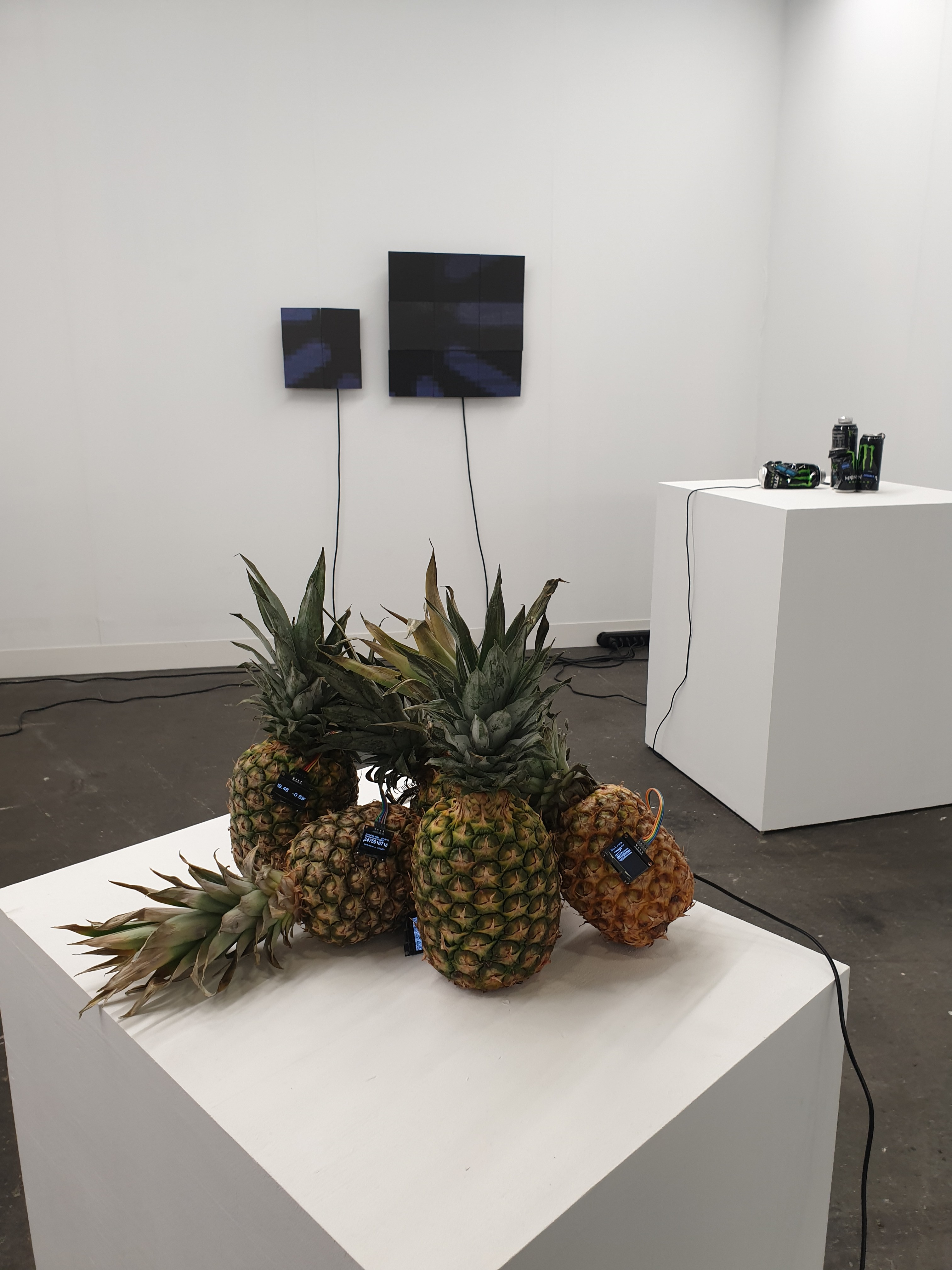
Gabriella Torres-Ferrer auf der LISTE, Basel (2022)

Gabriella Torres-Ferrer (* 1987 in Arecibo) ist ein puerto-ricanischer Künstler, der vor allem für seine Multimedia-Installationen aus Mikrocomputern und Ready-mades bekannt ist.

## Leben
Gabriella Torres-Ferrer absolvierte im Jahr 2012 einen Bachelor der Architektur an der Polytechnic University in Puerto Rico.
Torres-Ferrer erhielt 2019 eine Ehrenerwähnung als Gastkünstler am CERN Collide in Genf und 2020–2021 das Artist-in-Residence-Stipendium der Akademie Schloss Solitude in Stuttgart.

## Werk
Torres-Ferrers Arbeiten nutzen verschiedene Medien und verbinden moderne Technik mit Natur- und Alltagsprodukten.
Viele der Werke werden im Laufe der Ausstellungen schwächer oder zerstören sich selbst, wie tropische Früchte, die langsam verrotten, oder Ballons, von denen am Ende nur noch die Hülle übrig bleibt.
Seine Installationen sind oftmals als ironischer Kommentar zur konsumorientierten Gesellschaft zu verstehen. Diese ließen sich vermehrt in Puerto Rico nach dem verheerenden Hurrikan Maria 2017 nieder und schienen trotzdem von Orten der Krise zu profitieren. Dem Profit steht die Verwüstung des Landes durch die Umweltkatastrophe gegenüber und verdeutlicht die Ambiguität globaler Strukturen und Machtsysteme.
Die Serie We Are All Under the Same Sky besteht aus Klangskulpturen, die aus Rettungsdecken in Form von Wolken bestehen. Die Arbeit reagiert auf unterschiedlichen Ebenen auf die Besucher und die räumlichen Bedingungen. Die Wolken sind mit einem Bewegungsmelder versehen, der alle Aktivitäten, die im Raum stattfinden registriert. Diese registrierten Bewegungen aktivieren eine Serie von Tönen; Soundfragmente, die alle im Zusammenhang der Registrierung und Speicherung von Daten im Internet stehen. Das zentrale Thema des Künstlers ist Social Profiling. Bei allen Arbeiten hier spielt Kontrolle sowie auch Präsenz eine entscheidende Rolle.
Mine Your Own Business ist eine ab dem Jahr 2018 andauernde Werkserie. Die lebende Skulpturenserie ist ein zeitgenössisches Stillleben alltäglichen Konsumprodukten, die entweder die Produktivität steigern oder zur Entspannung beitragen sollen und an denen teilweise mit dem WLAN verbundene Mikrocomputer befestigt sind und Live-Informationen zu Co2-Preisen, Bitcoin-Miner oder Kryptowährungs-Ticker anzeigen. Torres-Ferrer beschäftigt sich in der Werkserie mit den neokolonialen Entwicklungen in Folge des Hurricane Maria und den Auswirkungen von technologisierten Netzwerken auf deren soziale und ökologische Umwelt.
Im Jahr 2022 nahm er an der Ausstellung no existe un mundo poshuracán: Puerto Rican Art in the Wake of Hurricane Maria im Whitney Museum of American Art in New York anlässlich des fünften Jahrestages des Hurricane Maria, teil.
Im Jahr 2023 gelangte die Arbeit Untitled (Valora tu mentira americana) aus dem Jahr 2018, die aus einer durch den Hurrikan umgestürzten Straßenlaterne und einem Wahlplakat besteht, durch eine Schenkung der Privatsammler Mima und César Reyes in die Sammlung des Whitney Museum.

## Ausstellungen (Auswahl)

### Einzelausstellungen
- 2018: FUF: Symbolic Art for a Symbolic Country, Embajada, San Juan
- 2023: notes on power, Embajada, San Juan

### Gruppenausstellungen
- 2014: Caribbean: Together Apart, Imago Mundi, Fundación Luciano Benetton, Venedig
- 2017: Debtfair, Puerto Rico Bundle, Museo del Barrio, New York
- 2017: Debtfair, a project of Occupy Museums, Whitney Biennial, the Whitney Museum of American Art, New York
- 2018: PM (Post-María), Embajada, San Juan
- 2019: This Synthetic Moment (Replicant), Philip Martin, Los Angeles
- 2019: Stage of Maneuvers, Gianni Manhattan, Wien
- 2019: XYXX010101000, Curro, Guadalajara, Mexiko
- 2019: Futuro Modular, Rachel Uffner, New York
- 2019: The Wrong New Digital Art Biennale, Brasilien, Mexiko, Puerto Rico und die Dominikanische Republik
- 2020: ART FWRD: Access for All?, VondelCS, Amsterdam
- 2021: Fictions Might Be Speculative and Inspire Particular Developments, ArtClub Universität Augsburg, Augsburg, DE
- 2021: Unfinished Camp, The High Line x Unfinished Live, The Shed, New York, US
- 2021: Kinzonzi Kinshasa, Nationalmuseum der Demokratischen Republik Kongo, Kinshasa
- 2022: El concilio de los sueños Entre realidades, sueños, psicodelia y cibernética, MIAAU und die Medienkunst Biennale von Santiago
- 2022: Kinzonzi Berlin, Acud Macht Neu, Berlin
- 2022: Operational Excellence, Hessel Museum of Art, New York
- 2022: Money Has No Smell, CUE Foundation, New York
- 2022: Give a Way, Embajada bei Proxyco, New York
- 2022: no existe un mundo poshuracán: Puerto Rican Art in the Wake of Hurricane Maria, Whitney Museum of American Art, New York
- 2023: forking paths, max goelitz, München
- 2023: commodity-fetishism, Square Street, Sheung Wan, Hong Kong
- 2023: Highlights aus der Sammlung Jakob, Galerie für Gegenwartskunst E-Werk, Freiburg im Breisgau
- 2023: notes on power, Embajada, San Juan
- 2023: Vi el futuro, es maravilloso, hay Puertorriqueñxs, Taller Comunidad La Goyco, San Juan
- 2024: Man & Mining, Museum der Arbeit, Hamburg
- 2024: la orilla, la marea, la corriente, ARCOmadrid, Madrid

## Auszeichnungen und Stipendien
- La Practica, Beta Local, San Juan (2012)
- Bar Project’s Bartool Grant, Barcelona (2018)
- Ehrenerwähnung als Gastkünstler, CERN Collide, Genf (2019)
- Artist-in-Residence Stipendium, Akademie Schloss Solitude, Stuttgart (2020–2021)
- MobileCoin Art Prize, NADA, Miami (2021)